# Saint-Laurent-de-Chamousset
Saint-Laurent-de-Chamousset is een gemeente in het Franse departement Rhône (regio Auvergne-Rhône-Alpes). De plaats maakt deel uit van het arrondissement Lyon. Saint-Laurent-de-Chamousset telde op 1 januari 2022 1.950 inwoners.

## Geografie
De oppervlakte van Saint-Laurent-de-Chamousset bedroeg op 1 januari 2022 17,25 vierkante kilometer; de bevolkingsdichtheid was toen 113 inwoners per km².

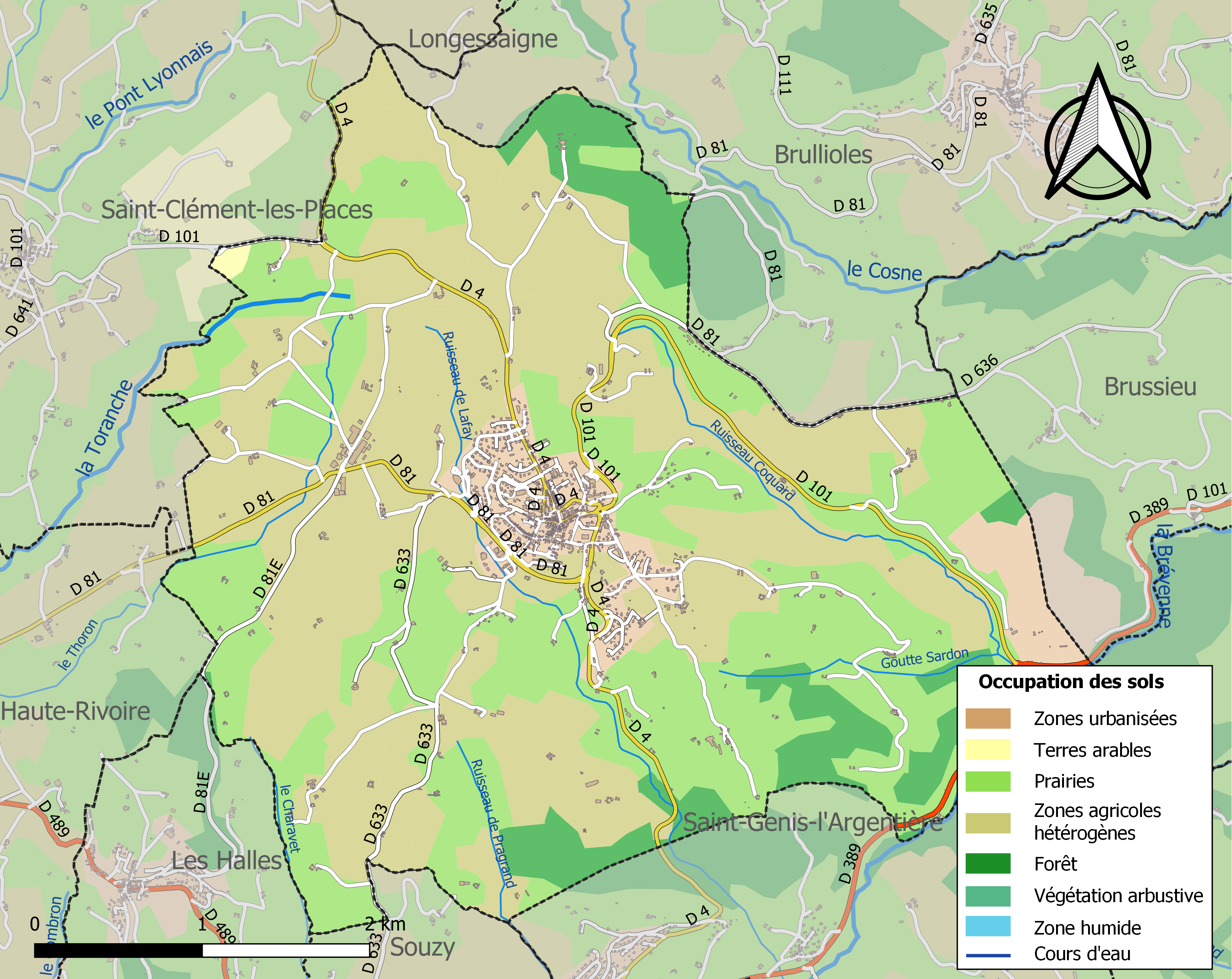
Kaart van de gemeente met de belangrijkste infrastructuur, bodemgebruik en omliggende gemeenten

## Demografie
Onderstaande figuur toont het verloop van het inwonertal (bron: INSEE-tellingen).

## Afbeeldingen

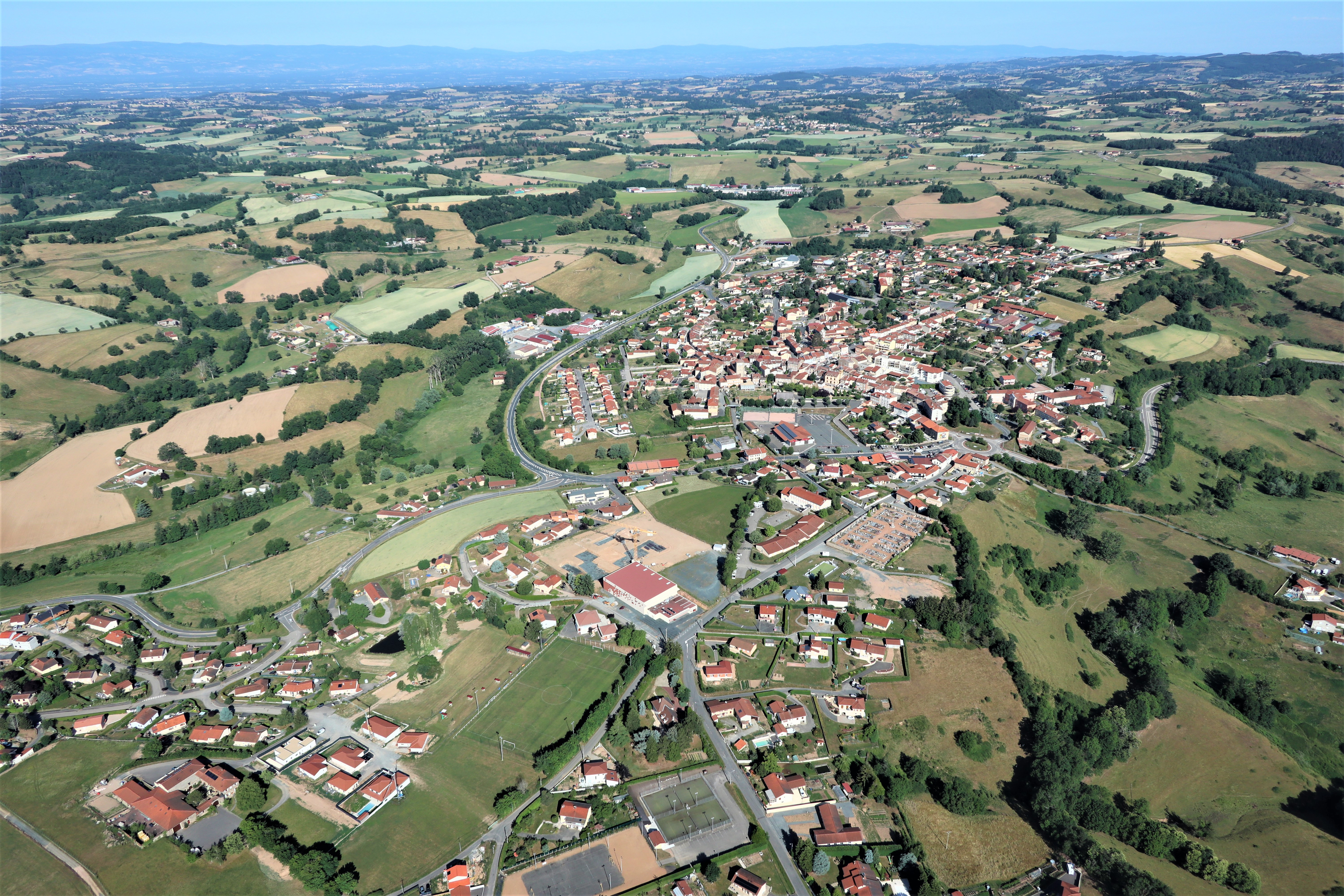
Saint-Laurent-de-Chamousset vanuit de lucht
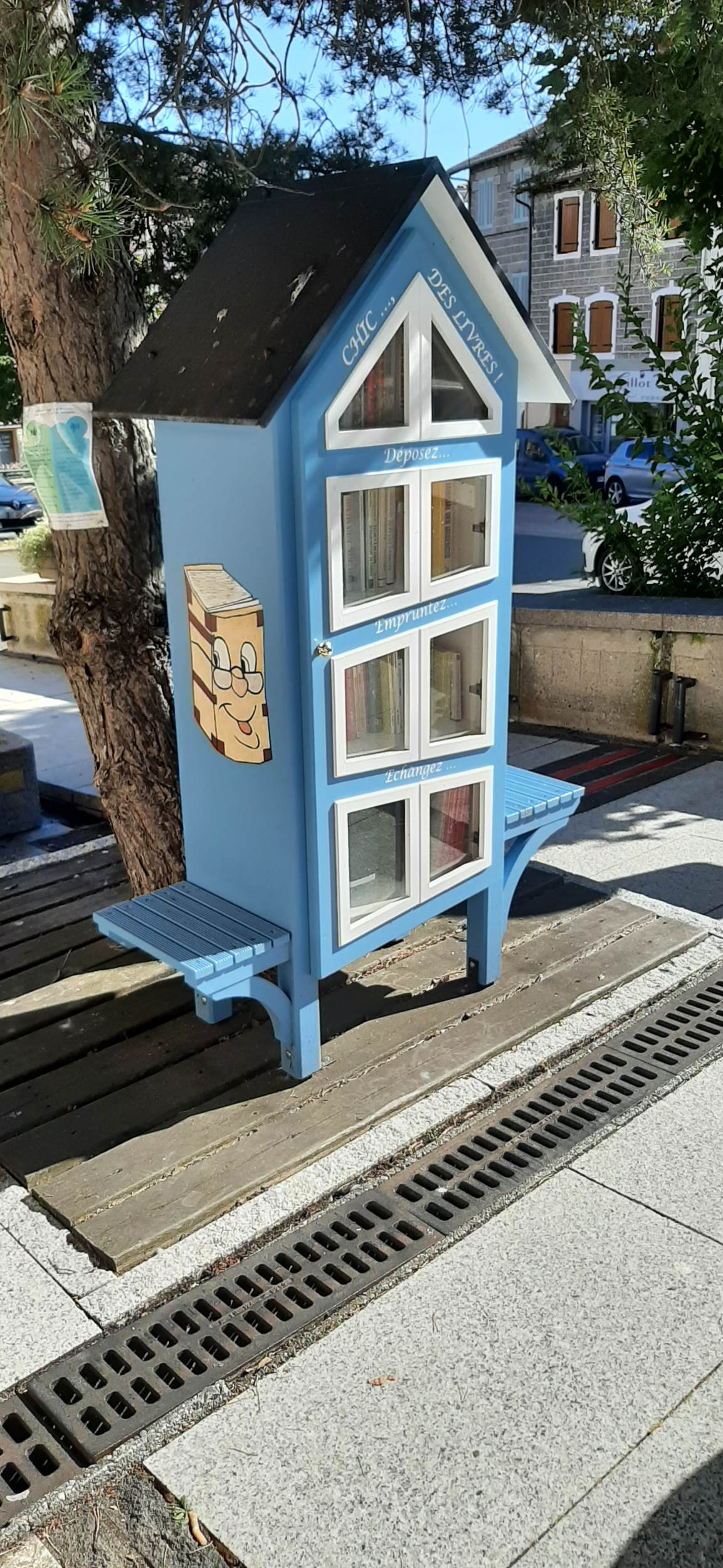
Minibieb